# Kauã Santos
Kauã Morais Vieira dos Santos (* 11. dubna 2003) je brazilský profesionální fotbalista, který hraje na pozici brankáře za německý klub Eintracht Frankfurt.

## Mládí
Santos začal hrát fotbal v pěti letech.

## Kariéra
V roce 2023 Santos podepsal smlouvu s bundesligovým týmem Eintracht Frankfurt. Debutoval 14. září 2024 proti Wolfsburgu a pomohl týmu k výhře 2:1.

## Osobní život
Santos je rodákem z města Vassouras v Brazílii.

## Statistiky

### Klubové
Platí k zápasu hranému 21. prosince 2024.
| Klub                   | Sezóna            | Liga                 | Liga | Liga  | Národní pohár | Národní pohár | Kontinentální | Kontinentální | Ostatní | Ostatní | Celkově | Celkově |
| Klub                   | Sezóna            | Soutěž               | Apps | Goals | Apps          | Goals         | Apps          | Goals         | Apps    | Goals   | Apps    | Goals   |
| ---------------------- | ----------------- | -------------------- | ---- | ----- | ------------- | ------------- | ------------- | ------------- | ------- | ------- | ------- | ------- |
| Flamengo               | 2022              | Série A              | 0    | 0     | 0             | 0             | 0             | 0             | 0       | 0       | 0       | 0       |
| Flamengo               | 2023              | Série A              | 0    | 0     | 0             | 0             | 0             | 0             | 0       | 0       | 0       | 0       |
| Flamengo               | Celkově           | Celkově              | 0    | 0     | 0             | 0             | 0             | 0             | 0       | 0       | 0       | 0       |
| Eintracht Frankfurt    | 2024/25           | Bundesliga           | 5    | 0     | 0             | 0             | 2             | 0             | —       | —       | 7       | 0       |
| Eintracht Frankfurt II | 2023/24           | Regionalliga Südwest | 13   | 0     | —             | —             | —             | —             | —       | —       | 13      | 0       |
| Celkově v kariéře      | Celkově v kariéře | Celkově v kariéře    | 18   | 0     | 0             | 0             | 2             | 0             | 0       | 0       | 20      | 0       |